# Chiesa di San Francesco d'Assisi (Aleppo)
La Chiesa di San Francesco d'Assisi è un edificio religioso in stile neoclassico e di rito latino, sottoposto alla duplice giurisdizione dell'ordine francescano e del Vicariato apostolico di Aleppo.
Fino all'inaugurazione della nuova cattedrale dedicata al'infante Gesù nel 2011, la Chiesa di San Francesco d'Assisi fu la Cattedrale di Aleppo e la sede del Vicariato Apostolico omonimo.